# بولا رادكليف
بولا رادكليف (بالإنجليزية: Paula Radcliffe)‏ (ولدت في يوم 17 ديسمبر 1973 في قرية دافنهام في تشيشير في إنجلترا) هي عداءة مسافات طويلة وماراثون بريطانية، أبرز إنجازتها هو فوزها بالميدالية الذهبية في بطولة العالم لألعاب القوى 2005 في هلسنكي في سباق الماراثون، كما فازت بالميدالية الفضية في بطولة العالم لألعاب القوى 1999 في إشبيلية في سباق 1999، كما فازت بالميدالية الذهبية في بطولة أوروبا لألعاب القوى 2002 في ميونخ، بولا رادكليف هي حاملة الرقم القياسي العالمي في سباقات الماراثون بزمن 2:15:25 ساعة وألذي سجلته في سنة 2003 في ماراثون لندن. في سنة 2001 تزوجت من العداء الأيرلندي غاري لو وأنجبت منه ولدين وهي تقيم في موناكو منذ زواجها.

## التعليم
تعلمت في جامعة لوفبرا.

## جوائز
حصلت على جوائز منها:
- جائزة بي بي سي لشخصية العام الرياضية  [لغات أخرى]‏ (2002)[7]
- عضو رتبة الإمبراطورية البريطانية.

## روابط خارجية
- بولا رادكليف على موقع الاتحاد الدولي لألعاب القوى (الإنجليزية)
- بولا رادكليف على موقع ThePowerOf10.info (الإنجليزية)
- بولا رادكليف على موقع رابطة إحصائيات سباق الطريق (الإنجليزية)
- بولا رادكليف على موقع اللجنة الأولمبية الدولية (الإنجليزية)
- بولا رادكليف على موقع أوليمبيديا (الإنجليزية)
- بولا رادكليف على موقع اللجنة الأولمبية البريطانية (الإنجليزية)
- بولا رادكليف على موقع اتحاد ألعاب الكومنولث (مؤرشف) (الإنجليزية)